# Menelik (Einheit)
Menelik war ein Raummaß in Äthiopien.
- 1 Menelik = 0,001 Kubikmeter = 1 Kubikdezimeter = 1 Liter